# Henrik Nilsson (Kanute)
Hans Henrik Nilsson (* 15. Februar 1976 in Nyköping) ist ein ehemaliger schwedischer Kanute.

## Erfolge
Henrik Nilsson nahm viermal an Olympischen Spielen teil. In fünf von sechs Wettbewerben, in denen er startete, erreichte er dabei den Endlauf. Bei den Olympischen Spielen 1996 in Atlanta gehörte er zum schwedischen Aufgebot im Vierer-Kajak, mit dem er den sechsten Platz belegte. Vier Jahre darauf in Sydney bestritt Nilsson im Zweier-Kajak zwei Wettkämpfe mit Markus Oscarsson. Über 500 Meter gewannen sie zwar ihren Vorlauf, kamen im Finale aber nicht über den neunten und letzten Platz hinaus. Auf der 1000-Meter-Distanz kamen sie mit einem Rückstand von 1,6 Sekunden hinter den siegreichen Italienern Beniamino Bonomi und Antonio Rossi als Zweite ins Ziel und erhielten die Silbermedaille.
2004 in Athen scheiterten Nilsson und Oscarsson auf der 500-Meter-Strecke im Halbfinale. Das Rennen über 1000 Meter beendeten sie dagegen einen Platz besser als vier Jahre zuvor. In 3:18,420 Minuten setzten sie sich dieses Mal gegen die Italiener Bonomi und Rossi durch, sodass Nilsson und Oscarsson Olympiasieger wurden. Die beiden traten nochmals bei den Olympischen Spielen 2012 in London über 1000 Meter an und zogen in dieser Disziplin in ihr drittes olympisches Finale ein. Sie schlossen das Rennen auf dem fünften Platz ab.
Weitere Erfolge gelangen Nilsson auch bei Weltmeisterschaften. 1997 belegte er in Dartmouth mit Henrik Andersson im Zweier-Kajak über 200 Meter ebenso den dritten Platz wie mit dem Vierer-Kajak über 500 Meter. 2001 folgte in Posen der Gewinn einer weiteren Bronzemedaille im Zweier-Kajak, diesmal mit Markus Oscarsson über 500 Meter. 2002 in Sevilla und 2003 in Gainesville wurden sie auf der 1000-Meter-Distanz Weltmeister und belegten auf dieser 2011 in Szeged den zweiten Platz. Ebenfalls in Szeged, aber bereits 2002, wurden Nilsson und Oscarsson Europameister im Zweier-Kajak über 1000 Meter, während sie sich über 500 Meter die Bronzemedaille sicherten.